# Vuarrens
Vuarrens ist eine politische Gemeinde im Distrikt Gros-de-Vaud des Kantons Waadt in der Schweiz.

## Geographie
Vuarrens liegt auf 677 m ü. M., 19 km nördlich der Kantonshauptstadt Lausanne (Luftlinie). Das Haufendorf erstreckt sich auf einem breiten Kamm zwischen den Tälern des Buron im Westen und des Sauteru im Osten, im nördlichen Gros de Vaud, im Waadtländer Mittelland.
Die Fläche des 9,0 km² grossen Gemeindegebiets umfasst einen Abschnitt des nördlichen Gros de Vaud, der Kornkammer des Kantons Waadt. Der Gemeindeboden erstreckt sich vom Tal des Buron mit seinen ausgedehnten Waldgebieten (Bois du Tronc, Bois des Râpes und Bois Bretoneire) ostwärts über den Höhenrücken von Vuarrens bis in das Tal des Sauteru. Der höchste Punkt der Gemeinde wird mit 704 m ü. M. auf diesem Rücken erreicht. Von der Gemeindefläche entfielen 1997 5 % auf Siedlungen, 24 % auf Wald und Gehölze und 71 % auf Landwirtschaft.
Zu Vuarrens gehören die Weiler Vuarrengel (667 m ü. M.), Chollet (670 m ü. M.) und Salagnon (668 m ü. M.) am oberen Westhang des Höhenrückens, Le Chauchy (694 m ü. M.) östlich des Dorfes sowie einige Einzelhöfe. Die Nachbargemeinden von Vuarrens sind im Norden Essertines-sur-Yverdon, im Nordosten Pailly, im Südosten Fey, im Süden Villars-le-Terroir, im Westen Penthéréaz und im Nordwesten Chavornay.

## Bevölkerung
Mit 1102 Einwohnern (Stand 31. Dezember 2023) gehört Vuarrens zu den kleineren Gemeinden des Kantons Waadt. Von den Bewohnern sind 94,3 % französischsprachig, 2,5 % deutschsprachig und 1,1 % spanischsprachig (Stand 2000). Die Bevölkerungszahl von Vuarrens belief sich 1900 auf 532 Einwohner. Nachdem die Bevölkerung bis 1960 auf 415 Personen abgenommen hatte, wurde wieder eine deutliche Bevölkerungszunahme verzeichnet.

## Wirtschaft
Vuarrens war bis in die zweite Hälfte des 20. Jahrhunderts ein vorwiegend durch die Landwirtschaft geprägtes Dorf. Noch heute haben der Ackerbau, der Obstbau und die Viehzucht eine wichtige Bedeutung in der Erwerbsstruktur der Bevölkerung. Weitere Arbeitsplätze sind im lokalen Kleingewerbe und im Dienstleistungssektor vorhanden. In den letzten Jahrzehnten hat sich das Dorf dank seiner attraktiven Lage zu einer Wohngemeinde entwickelt. Viele Erwerbstätige sind deshalb Wegpendler, die in Echallens, in Yverdon und im Grossraum Lausanne arbeiten.

## Verkehr
Die Gemeinde ist verkehrstechnisch gut erschlossen. Sie liegt an der Hauptstrasse 5 von Lausanne via Echallens nach Yverdon. Mit einer Ortsumfahrung sind Vuarrens und Vuarrengel vom Durchgangsverkehr entlastet. Durch einen Postautokurs, der von Echallens nach Yverdon verkehrt, ist Vuarrens an das Netz des öffentlichen Verkehrs angebunden.

## Geschichte
Die erste urkundliche Erwähnung des Ortes erfolgte 1147 unter den Namen Vuarens und Warens. Später erschienen die Bezeichnungen Wareins (1234) und Vuarans (1668). Der Ortsname geht auf den burgundischen Personennamen Wara zurück und bedeutet bei den Leuten des Wara. Der nördlich an Vuarrens anschliessende Weiler Vuarrengel wurde 1184 als Warrengel erstmals genannt. Auch die Schreibweisen Warengel und Warenjel sind von 1236 überliefert und stellen die Diminutivform von Vuarrens dar.
Seit dem Mittelalter gehörte Vuarrens dem Lausanner Domkapitel. Mit der Eroberung der Waadt durch Bern im Jahr 1536 kam das Dorf unter die Verwaltung der Vogtei Yverdon. Nach dem Zusammenbruch des Ancien Régime gehörte Vuarrens von 1798 bis 1803 während der Helvetik zum Kanton Léman, der anschliessend mit der Inkraftsetzung der Mediationsverfassung im Kanton Waadt aufging. 1798 wurde es dem Bezirk Echallens zugeteilt.

## Sehenswürdigkeiten
Die Kirche von Vuarrens geht im Kern auf einen mittelalterlichen Bau zurück, der 1746–47 umgestaltet und barockisiert wurde. Im Ortskern sind einige charakteristische Bauernhäuser aus dem 17. bis 19. Jahrhundert erhalten.

## Berühmte Einwohner
- Françoise Louise de la Tour, Ehefrau von I. de Loys, Besitzer der Herrschaft Vuarrens, und später unter dem Namen Madame de Warens bekannt als Freundin von Jean-Jacques Rousseau.